# Gottfried Geyser
Gottfried Geyser (* 23. April 1699 in Görlitz; † 27. November 1764 ebenda) war ein deutscher lutherischer Theologe.

## Leben
Geyser hatte seine Vorbildung in seiner Heimatstadt erlangt und das Gymnasium in Görlitz besucht. Am 5. Mai 1719 immatrikulierte er sich an der Universität Wittenberg, wo er am 17. Oktober 1721 den akademischen Grad eines Magisters der Philosophie erwarb. Nachdem er theologische Studien betrieben hatte, ging er 1729 als Pfarrer nach Penzig, wurde 1735 Diakon in Görlitz, 1737 Katechet an der erneuerten Georgskapelle und 1740 Pastor der Dreifaltigkeitskirche sowie Senior des Ministeriums.
Geyser ist als Autor bekannt, er ist aber auch als produktiver Lieddichter hervorgetreten, welche im Messersdorfischen und Görlitzer Gesangbuch Eingang fanden. Ebenfalls haben seine Söhne Samuel Gottfried Geyser und Christian Gottlieb Geyser Bedeutung erlangt.

## Werkauswahl
1. Andächtiger Wiederschall der groben Trauerredner an dem Sterbenstage Jesu, welchen am heil. Kurfreytage 1726 in der Evangelischen Gränzkirche zu Wiegandsthal und Meffersdorf in einer sogenannten Parentation des Herrn Jesu; auf Verlangen  einiger Freunde des gekreuzigten Heilandes, nach dem Vermögen, das Gott darreichet, vor dem Altare hören ließ usw.   Lauban 1726
2. Leichenpredigt auf den Rektor in Görlitz, M. Sam. Grosser, über Ps. 18, 26 Görlitz 1736   Auch in dem auf 40 Bogen abgedruckten Denk- und Ehrenmahle dieses Schulmannes.
3. Erläuterte Fragstücke Lutheri, oder Anweisung der heil. Schrift, wie die ganze. Ordnung des Heils in den sogenannten Fragstücken zum Grunde gelegt worden;   Leipzig und Görlitz 1740
4. Kleines Rambachisches Kirchen - und Haus • Gesangbuch; mit einer Vorrede, Leipzig und Görlitz 1742, 2. Auflage, unter dem Titel: Kleine Sammlung auserlesener neuer Lieder, Leipzig und Görlitz 1745, 3. Auflage Görlitz 1747
5. Das Wichtigste aus dem Buch der Schrift und Natur, oder verknüpfte Wahrheiten des ersten und andern Glaubens - Artikels, aus den ordentlichen Sonn – u. Festtags-Evangelien, mit physico-theologischen Anmerkungen.  2 Teile.   Leipzig u. Görlitz 1747
6. Das Freundschaftsband zwischen der Gerechtigkeit und dem Frieden; in einer über das Evangelium am 23 Trinit. 1748 gehaltenen Predigt betrachtet, und zum Andenken des Westphalischen Friedensschlusses mitgetheilet. Görlitz 1748
7. Einige Gedanken von der bittersüssen Hoheit des menschlichen Alters, insonderheit der Prediger - zum Andenken der Amtsjubelfeyer des M. Sieg. Redlich's usw.  Görlitz 1755
8. Die billige Verknüpfung des Forschens. in der Schrift mit dem Forschen im Buche der Natur. In: Oberlausitzischen Beyträge Bd. 1. St. 2
9. Gedanken von der Kirchenzucht In: Oberlausitzischen Beyträge B. 1. St. 14 und 20.
10. Von dem Firmament. In: Oberlausitzischen Beyträge B. 2. St. 1
11. Von der Erde; eb. In: Oberlausitzischen Beyträge Bd. 2,  St. 15
12. Ueber die Furcht der Menschen bey Gewittern; In: Oberlausitzischen Beyträge Bd. 4. St. 46 u. 47.